# Rădița Florica Raica
Rădița Florica Raica (n. 9 iunie 1928) este un fost deputat român în legislatura 1996-2000, ales în municipiul București pe listele partidului PNȚCD. Pe data de 11 ianuarie 2017, judecătoria sectorului 1 din București a dispus încetarea tutelei asupra d-nei Raica Florica Rădiță.

## Legături externe
- Rădița Florica Raica Arhivat în 21 iunie 2024, la Wayback Machine. la cdep.ro